# Иенеми, Фуро
Фуро Шарль Иенеми (англ. Iyenemi Charles Furo; 17 июля 1978, Порт-Харкорт, Нигерия) — нигерийский футболист, защитник. Имеет гражданство Бельгии. Участник Кубка африканских наций 2000 года и летних Олимпийских игр 2000 года.

## Биография
Фуро Иенеми родился 17 июля 1978 года в нигерийском городе Порт-Харкорт.

### Клубная карьера
Начал профессиональную карьеру в клубе чемпионата Нигерии — «Шаркс». В 1995 году перешёл во вторую команду «Пари Сен-Жермена». Спустя два года стал игроком бельгийского «Зюлте-Варегема», который выступал во втором дивизионе. В команде являлся основным игроком и сыграл в 55 играх второго дивизиона, в которых забил 2 гола. Летом 1999 года перешёл в швейцарский «Сьон», в команде игроком основного состава не стал и вскоре покинул команду. Первую половину 2001 года провёл в бельгийском «Антверпене», однако в команде так и не сыграли и вскоре вернулся в «Сьон».
В сезоне 2002/03 играл за греческий «Акратитос». В чемпионате Греции провёл 7 матчей и забил 1 гол. Затем выступал за «Истр B». В 2004 году вернулся в Швейцарию, где играл за «Серветт», в котором Фуро провёл всего 5 игр. Завершил карьеру футболиста в 2007 году в нигерийской команде «Шаркс». В 2012 году возглавлял собственную футбольную академию в Антверпене. В 2014 году являлся скаутом академии Раптуре.

### Карьера в сборной
Зимой 2000 года в составе национальной сборной Нигерии участвовал в Кубке африканских наций, который проходил в Гане и Нигерии. В своей группе команда заняла первое место, опередив Тунис, Марокко и Республику Конго. В 1/4 финала нигерийцы обыграли Сенегал (2:1), в полуфинале команда взяла верх над ЮАР со счётом (2:0). В финале Нигерия уступила в серии пенальти Камеруну (2:2 основное время и 3:4 в серии пенальти). Иенеми сыграл во всех 5 играх на турнире.
В августе 2000 году главный тренер олимпийской сборной Нигерии Йоханнес Бонфрере вызвал Фуро на летние Олимпийские игры в Сиднее. В команде он получил 5 номер. В своей группе нигерийцы заняли второе место, уступив Италии, обогнав Гондурас и Австралию. В четвертьфинальной игре Нигерия уступила Чили со счётом (1:4). Иенеми сыграл всего в двух играх.

## Достижения
- Серебряный призёр Кубка африканских наций: 2000